# Evelyn Konou
Evelyn Konou (ur. 11 stycznia 1948 w Majuro, zm. 1 grudnia 2020 w Pearl City) – marszalska polityczka. Senatorka (Nitijeļā) i ministra w administracji Amaty Kabui.

## Życiorys

### Młodość, edukacja i kariera zawodowa
Konou urodziła się 11 stycznia 1948 w Majuro. Była najmłodszą z szóstki rodzeństwa. Wychowywała się na wyspie Jaluit, skąd pochodziła jej matka. W 1957 roku jej rodzina powróciła do Majuro.
W 1957 roku, w wieku 9 lat, rozpoczęła naukę w szkole podstawowej Uliga Protestant Elementary School. Przez rok uczęszczała do szkoły średniej Marshalls Christian High School, po czym przeniosła się do Marshall Islands High School, którą ukończyła z wyróżnieniem w 1968 roku. Rozpoczęła naukę pielęgniarstwa w Trust Territory Nursing School na Saipan jesienią tego samego roku. Uzyskała stypendium umożliwiające naukę w Maunaolu College na Maui, który ukończyła w 1970 roku. W 1972 uzyskała dyplom Bachelor of Arts z ekonomii z United States International University. W 1974 roku ukończyła studia magisterskie na Uniwersytecie Stanforda.
W 1974 roku rozpoczęła pracę jako nauczycielka w Marshall Islands High School, największej szkole średniej w kraju. Po zakończeniu kariery politycznej została dyrektorką Delap Elementary School, a później Marshall Islands High School. W 2017 roku odeszła na emeryturę, rezygnując ze stanowiska komisarza ds. edukacji Wysp Marshalla, aby odbyć chemioterapię. Była pierwszą osobą pełniącą to stanowisko.

### Działalność polityczna
W latach 70. i 80. XX wieku była członkinią liberalnej partii politycznej Ainiken DriMajol.
Przez 16 lat była członkinią Nitijeļā. Po raz pierwszy została wybrana w wyborach parlamentarnych na Wyspach Marshalla w 1978 roku. Została wybrana z trzeciego okręgu wyborczego, zdobywając 570 głosów. Została pierwszą, oraz przez wiele lat jedyną, kobietą w parlamencie kraju. Była przeciwna podpisaniu umowy o wolnym stowarzyszeniu ze Stanami Zjednoczonymi. Po raz pierwszy nie uzyskała reelekcji w 1995 roku, oznaczało to również brak kobiet w parlamencie kraju. Kolejna kobieta została wybrana do składu izby w 2011 roku.
W 1993 roku została ministrą ds. usług zdrowotnych i środowiska. Była pierwszą kobietą, która została członkiem rządu Wysp Marshalla. W latach 1994–1997 była ministrą ds. edukacji. W 1996 roku została przewodniczącą Public Service Commission. Pełniła funkcję ambasadorki kraju w Republice Chińskiej.

### Pozostała działalność
Była członkinią i promotorką wielu organizacji kobiecych wspierających prawa kobiet na Wyspach Marshalla. Jako dyrektorka szkoły, a później komisarz ds. edukacji była zwolenniczką wprowadzenia darmowych obiadów dla dzieci w szkołach oraz prowadziła pilotaże programu.
W 2017 roku pełniła funkcję sekretarza generalnego oddziału UNESCO na Wyspach Marshalla.

### Życie prywatne
W 1972 roku pobrała się ze swoim mężem. Miała czwórkę dzieci.
Zmarła 1 grudnia 2020, po długiej chorobie nowotworowej. Została pochowana na cmentarzu Mililani.